# 束雲章
束雲章（1886年6月7日—1973年12月15日），名士方。江蘇省丹陽縣人。民國37年（1948年）在工礦東北區當選第一屆立法委員

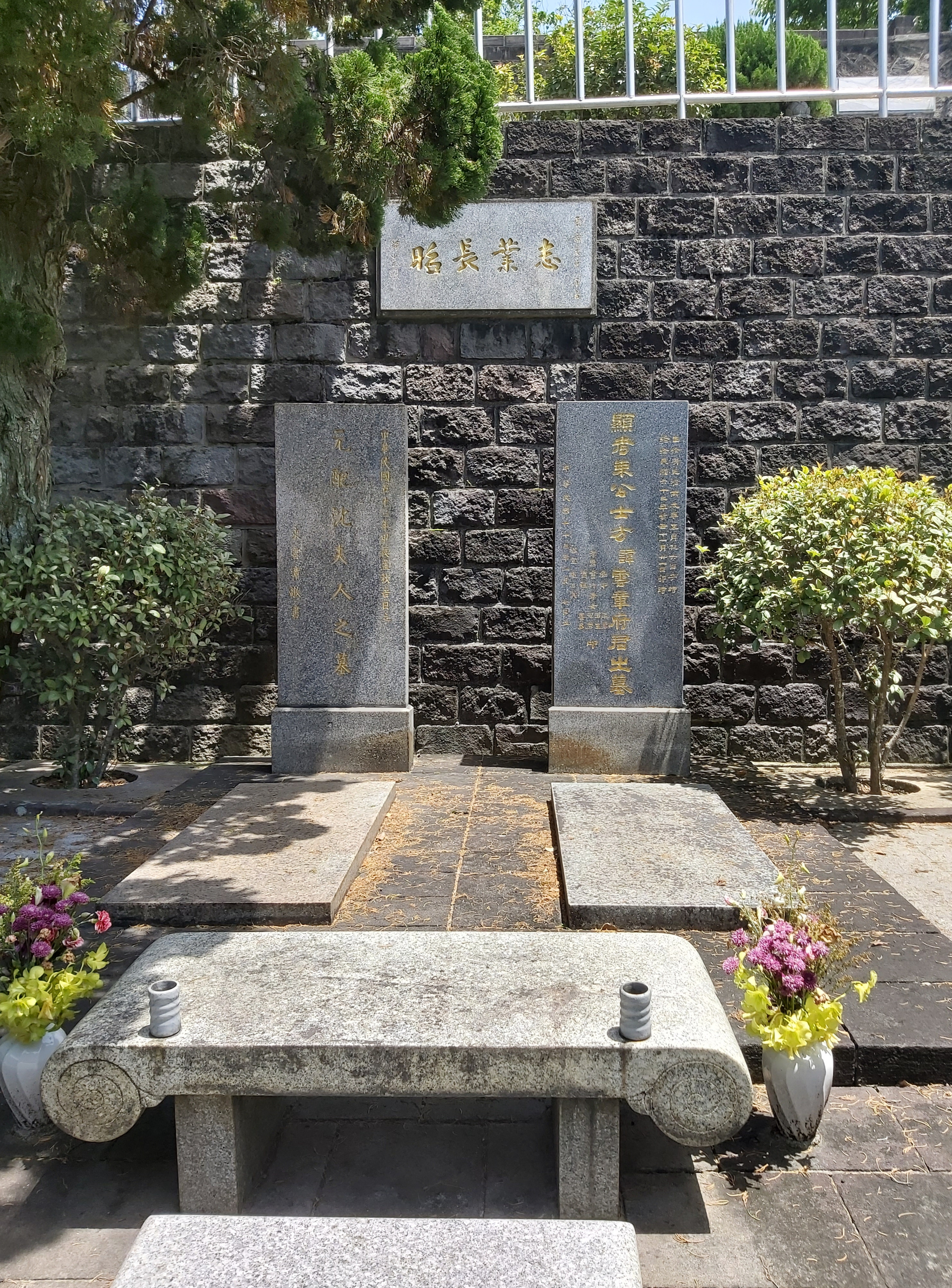
束雲章墓

## 生平[1][2][3]
- 京師大學堂畢業
- 中國銀行漢口、天津分行副經理、西安分行經理、鄭州分行經理
- 寶成、衛輝、華新、晉華、晉生、雍裕、豫豐、雍興、丹陽、咸工及中國紡織建設公司監理、總經理及董事長
- 紡織事業管理委員會主委
- 到台後任雍興、中紡、嘉和、嘉新、中國貿易、第一各公司董事長
- 工業總會、工商協進會、中華民國商務仲裁會、商聯會等法團、社團理事及理事長
- 中華民國國貨館董事長